# ティポウーリサス
ティポウーリサス（学名 : Tipoolithus）は、モロッコのイルブザー層原産の卵化石の卵属。その分類は不確かであるが、ラエヴィソウーリサス卵科に最もよく似ており、その卵科の一員と同様に、エナンティオルニス類または小型獣脚類によって産み付けられたとされる。

## 説明
ティポウーリサスは12個の小さな卵殻片から知られているため、卵全体の特徴（大きさや形状など）は不明である。卵殻は薄く、0.40から0.65ミリメートル。continuous layerはmammillary layerの最大2倍の厚さがある。
卵殻の孔は狭く、直線的で、間隔が広いangusticanaliculateを持ち、乾燥した環境によく適応し卵殻からの水分の損失を防止する。ティポウーリサスは微細構造と厚さにおいてはポリトゥベロウーリサスに似ており、細孔系においてはサブティリオリサスに似ている。
ティポウーリサス・アクロイエンシスの卵殻は、結節状の装飾、つまりランダムに分散した節で覆われているように見えるが、一部の断片には節の整列やクラスターが見られるものの、装飾の完全な構造を決定できるほど完全ではない。節には鋭い先端がある。

## パラタクソノミ
唯一知られている卵殻は保存状態が悪いため、ティポウーリサスへの分類は困難である。ティポウーリサスは確かに Ornithoid-Ratite形態型に分類でき、サブティリオリサスとの類似性はラエヴィソウーリサス卵科（エナンティオルニス類）との類似性を示唆している。